# フアン・パディーヤ
フアン・ミゲル・パディーヤ（Juan Miguel Padilla、1977年2月17日 - ）はプエルトリコ・サンフアン出身の元プロ野球選手（投手）。右投右打。

## 経歴
1998年のMLBドラフトでミネソタ・ツインズから24巡目（全体709位）で指名されプロ入り。
2003年にAAA級ロチェスター・レッドウイングスに初昇格し7勝を挙げたが、9月2日にジェシー・オロスコとの交換でニューヨーク・ヤンキースにトレード移籍した。
2004年7月16日にメジャー初登板。ヤンキースでは6試合に登板したが、9月にDFAとなり、ウェイバー公示を経て、9月3日にシンシナティ・レッズに移籍した。レッズでは12試合に登板してメジャー初勝利を挙げたが、防御率は10.67に達した。オフの10月15日にFAとなった。11月29日にニューヨーク・メッツと契約。
2005年はAAA級ノーフォーク・タイズで37試合に登板し、3勝2敗11セーブ、防御率1.42という成績を挙げ、7月中旬にメジャー昇格。メッツでは主に中継ぎとして24試合に登板して、3勝1敗1セーブ5ホールド、防御率1.49という好成績を挙げた。
2006年は、第1回WBCのプエルトリコ代表に選出された。また3月にトミー・ジョン手術を受けて全休となった。
2007年もマイナーでも登板機会はなく全休し、オフの12月12日にFAとなった。
2008年2月18日にメッツとマイナー契約で再契約を結んだ。7月13日に自由契約となった。その後は独立リーグ・アトランティックリーグのヨーク・レボリューションに所属。またオフには故郷プエルトリコのウィンターリーグ（LBPRC）でプレー。
2009年はヨーク・レボリューションと、カナディアン・アメリカン・リーグのアメリカン・ディフェンダーズ・オブ・ニューハンプシャーに所属。またオフはLBPRCでプレー。
2010年もピッツフィールド・コロニアルズ（アメリカン・ディフェンダーズ・オブ・ニューハンプシャーからチーム名変更）に所属。またオフはLBPRCでプレー。
2011年はアトランティックリーグのブリッジポート・ブルーフィッシュで開幕を迎えたが、7月21日にメキシカンリーグのユカタン・ライオンズと契約。8試合に登板して2勝3敗、防御率4.30という成績だった。またオフはLBPRCでプレー。
2012年は秋まではいずれの球団にも所属せず、オフはLBPRCでプレー。この年限りで現役を引退した。

## 詳細情報

### 年度別投手成績
| 年 度    | 球 団    | 登 板 | 先 発 | 完 投 | 完 封 | 無 四 球 | 勝 利 | 敗 戦 | セ 丨 ブ | ホ 丨 ル ド | 勝 率 | 打 者 | 投 球 回 | 被 安 打 | 被 本 塁 打 | 与 四 球 | 敬 遠 | 与 死 球 | 奪 三 振 | 暴 投 | ボ 丨 ク | 失 点 | 自 責 点 | 防 御 率 | W H I P |
| -------- | -------- | ----- | ----- | ----- | ----- | -------- | ----- | ----- | -------- | ----------- | ----- | ----- | -------- | -------- | ----------- | -------- | ----- | -------- | -------- | ----- | -------- | ----- | -------- | -------- | ------- |
| 2004     | NYY      | 6     | 0     | 0     | 0     | 0        | 0     | 0     | 0        | 0           | ----  | 50    | 11.1     | 16       | 1           | 4        | 0     | 0        | 5        | 0     | 0        | 5     | 5        | 3.97     | 1.76    |
| 2004     | CIN      | 12    | 0     | 0     | 0     | 0        | 1     | 0     | 0        | 0           | 1.000 | 74    | 14.1     | 23       | 6           | 8        | 0     | 1        | 12       | 0     | 0        | 17    | 17       | 10.67    | 2.16    |
| '04計    | CIN      | 18    | 0     | 0     | 0     | 0        | 1     | 0     | 0        | 0           | 1.000 | 124   | 25.2     | 39       | 7           | 12       | 0     | 1        | 17       | 0     | 0        | 22    | 22       | 7.71     | 1.99    |
| 2005     | NYM      | 24    | 0     | 0     | 0     | 0        | 3     | 1     | 1        | 5           | .750  | 149   | 36.1     | 24       | 0           | 13       | 2     | 2        | 17       | 0     | 0        | 7     | 6        | 1.49     | 1.02    |
| MLB：2年 | MLB：2年 | 42    | 0     | 0     | 0     | 0        | 4     | 1     | 1        | 5           | .800  | 273   | 62.0     | 63       | 7           | 25       | 2     | 3        | 34       | 0     | 0        | 29    | 28       | 4.06     | 1.42    |